# قلعة زرد
قلعة زرد (بالفارسية: قلعه زرد) هي قلعة تاريخية تعود إلى عصر منتصف فترة ما بعد الإسلام التاريخية، وتقع في مقاطعة دامغان.